# Peyrat-le-Château
Peyrat-le-Château è un comune francese di 1 038 abitanti situato nel dipartimento dell'Alta Vienne nella regione della Nuova Aquitania.

## Società

### Evoluzione demografica
Abitanti censiti